# Hidrocentrala Tala
Hidrocentrala Tala este o hidrocentrală pe râul Wangchu din Districtul Chukha, Bhutan și are o putere instalată de 1020 MW. Centrala are un baraj cu înălțimea de 92 metri, care formează un lac de acumulare din care apa ajunge printr-un tunel de 22 km la centrala electrică unde se află 6 turbine Pelton. Turbinele au o putere de 170 MW fiecare. Diferența de altitudine dintre apa lacului și centrala electrică este de 860 m.
Construcția preliminară a proiectului a început în 1997, iar lucrările majore au fost efectuate în 1999. Primul generator a fost comandat la 31 iulie 2006 și ultimul la 30 martie 2007. Costul proiectului a fost de aproximativ 900 de milioane de dolari și a fost finanțat de India prin granturi și împrumuturi la o rată a dobânzii de 9 %. Toată energia electrică generată este exportată în India prin intermediul a trei linii de înaltă tensiune de 440 KV.